# Patijnpark

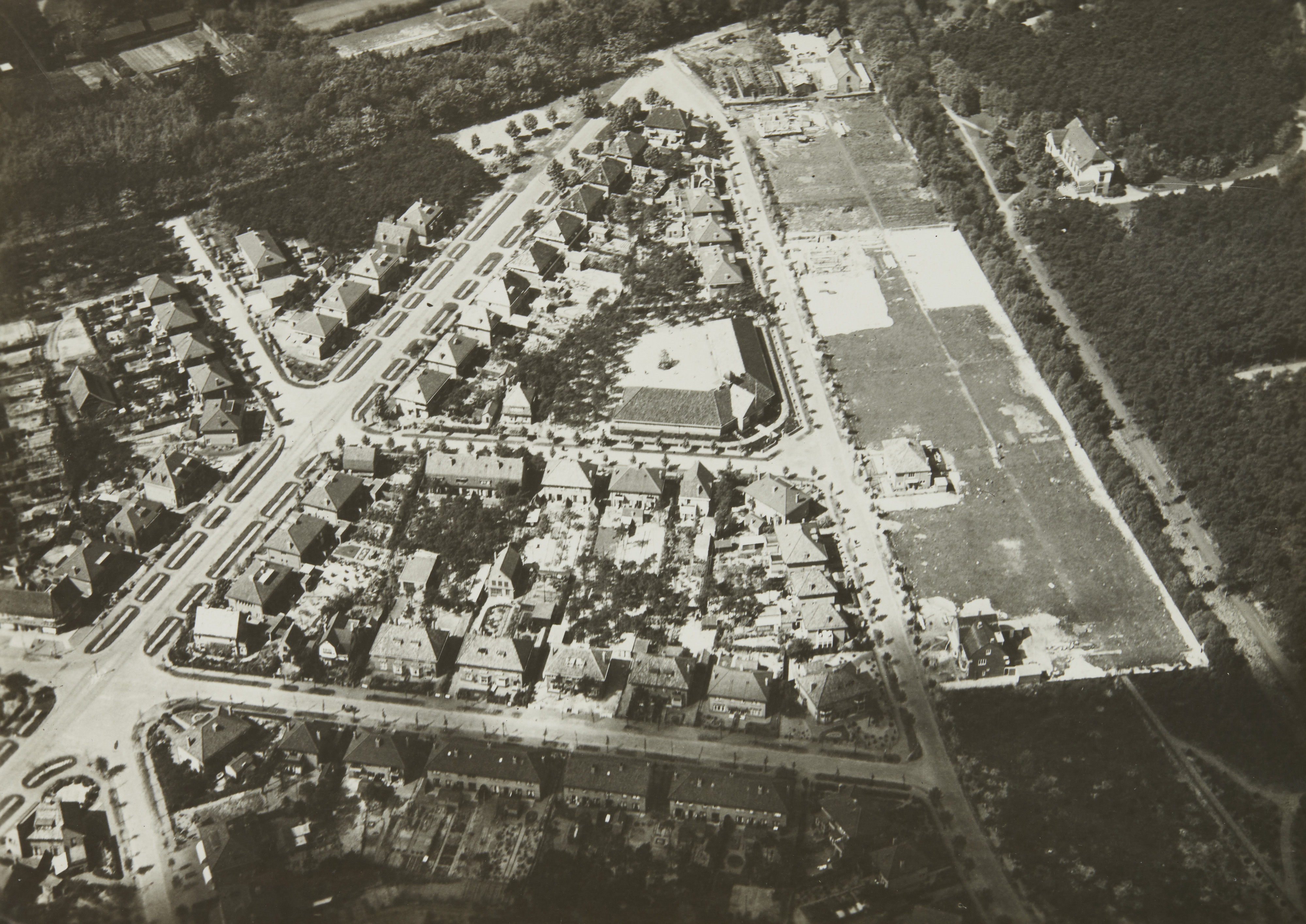
Patijnpark voor 1940

Het Patijnpark is een buurt in de wijk Zeist-Noord in de Utrechtse gemeente Zeist.

## Geschiedenis
In 1920 kocht de gemeente Zeist van oud-burgemeester Johan Jacob Clotterbooke Patijn een stuk bosgrond dat behoorde tot zijn landgoed Veldheim, gelegen tussen de Utrechtseweg en de Panweg. Langzaam maar zeker werden wegen door het toenmalige dennenbos aangelegd, waarna vervolgens blok voor blok de woningen verschenen. Deze stapsgewijze ontwikkeling zorgde ervoor dat de eerste huizen in 1922 werden opgeleverd en de laatste huizen rond 1950.
Het gebied bestond oorspronkelijk uit beboste woeste gronden, gelegen tussen de buitenplaatsen aan de Utrechtse Weg. Van de oorspronkelijke bosrijke begroeiing is op sommige plekken nog wat terug te vinden, zoals op het terrein tussen de Sionskerk en de De Génestetlaan.

## Kenmerken
Het Patijnpark kenmerkt zich door de typische jaren 1920-30 architectuur van voornamelijk twee-onder-een-kap woningen met eromheen een ruime tuin. De woningen die rond 1950 langs de Oude Arnhemseweg tussen de De Génestetlaan en de Bilderdijklaan zijn gebouwd wegens de naoorlogse woningnood kennen een duidelijk verschil in stijl met de rest van de buurt.
In de buurt stonden oorspronkelijk meerdere winkel-woonhuizen voor de dagelijkse voorzieningen. In het begin van de 21e eeuw werden deze winkels gesloten en tot woonruimte omgebouwd.
In de buurt zijn ook nog enkele oudere gebouwen te vinden, zoals de 19e-eeuwse tuinmanswoning van landgoed "Ma Retraite" aan de Oude Arnhemseweg en het woonhuis van een kleine boerderij en later boswachterswoning uit de 18e eeuw op het Jacob van Lennepplein.